# Moeketsi Majoro
Moeketsi Majoro (* 3. listopadu 1961, Tsikoane, Basutsko) je lesothský politik a ekonom, který od roku 2020 zastává funkci předsedy vlády. Předtím působil jako ministr financí ve vládě Toma Thabaneho.

## Životopis
Moeketsi Majoro se narodil 3. listopadu 1961 v Tsikoane v okrese Leribe v bývalé britské kolonii Basutsko. Bakalářský titul z ekonomie získal na Národní univerzitě Lesotha. Magisterský titul Master of Science se zaměřením na zemědělskou ekonomiku i doktorský titul z ekonomie přírodních zdrojů získal na Washington State University.
V letech 1991 až 2000 vyučoval ekonomii na Národní univerzitě Lesotha. Na ministerstvo financí nastoupil jako fiskální analytik v roce 2000 a tuto funkci zastával až do svého povýšení v roce 2004 na hlavního tajemníka. V letech 2008 až 2012 působil jako výkonný ředitel a zastupující výkonný ředitel u Mezinárodního měnového fondu.
V roce 2013 byl Majoro jmenován ministrem pro rozvojové plánování ve vládě Toma Thabaneho. Ve všeobecných volbách v roce 2017 získal poslanecký mandát ve volebním obvodu č. 33. Předseda vlády jej ve stejném roce jmenoval ministrem financí. V roce 2020 se Thabane dostal pod tlak kvůli údajné účasti na vraždě své exmanželky. Dne 22. března 2020 zvolila strana All Basotho Convention za jeho nástupce Moeketsiho Majora. Mojoro získal 26 ze 46 hlasů.
Dne 12. května 2020 poté, co Thabane ztratil většinu v zákonodárném sboru, bylo oznámeno jeho nahrazení Majorem. Thabane svou rezignaci oznámil 18. května a ta vstoupila v platnost následující den. Majoro složil přísahu předsedy vlády dne 20. května 2020. Následujícího dne veřejně představil svůj vládní kabinet. Svou první zahraniční cestu ve funkci premiéra Majoro uskutečnil dne 12. června 2020, kdy navštívil Jihoafrickou republiku a setkal se zde s prezidentem Cyrilem Ramaphosou.
Majoro je ženatý a má dvě děti.